# Cumulopuntia mistiensis
Cumulopuntia mistiensis ist eine Pflanzenart in der Gattung Cumulopuntia aus der Familie der Kakteengewächse (Cactaceae). Das Artepitheton mistiensis verweist auf das Gebiet des Vulkans El Misti im Nordosten der peruanischen Region Arequipa.

## Beschreibung
Cumulopuntia fulvicoma wächst halbkriechend. Die eiförmigen bis länglichen, olivgrünen Triebabschnitte sind bis zu 3 Zentimeter oder mehr lang. Im Jugendstadium sind sie leicht gehöckert. Dornen fehlen in der Regel, nur selten ist ein einzelner, borstenartiger, bis zu 4 Millimeter langer Dorn vorhanden.

## Verbreitung und Systematik
Cumulopuntia mistiensis ist in der peruanischen Region Arequipa in den Hochanden in Höhenlagen von etwa 3500 Metern verbreitet.
Die Erstbeschreibung als Tephrocactus mistiensis erfolgte 1936 durch Curt Backeberg. Edward Frederick Anderson stellte die Art 1999 in die Gattung Cumulopuntia. Ein nomenklatorisches Synonym ist Opuntia mistiensis (Backeb.) G.D.Rowley (1958).
Cumulopuntia mistiensis ist nur ungenügend bekannt.

## Nachweise